# Neolucanus armatus
Neolucanus armatus là một loài bọ cánh cứng trong họ Lucanidae. Loài này được Lacroix mô tả khoa học năm 1972.